# John Finlayson (graveur)
Pour les articles homonymes, voir John Finlayson.

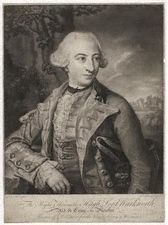
Portrait de Hugh Percy, 2e Duc de Northumberland, ca. 1765

John Finlayson, né vers 1730, et mort en 1776, est un graveur anglais.

## Biographie
Finlayson est né vers l'an 1730, et il travaille à Londres. En 1773, il reçoit une prime de la Société des Arts, et environ trois ans après, il meurt.
Il grave en manière noire plusieurs portraits, quelques pièces de sujets historiques, dont les suivantes:

## Œuvre

### Portraits

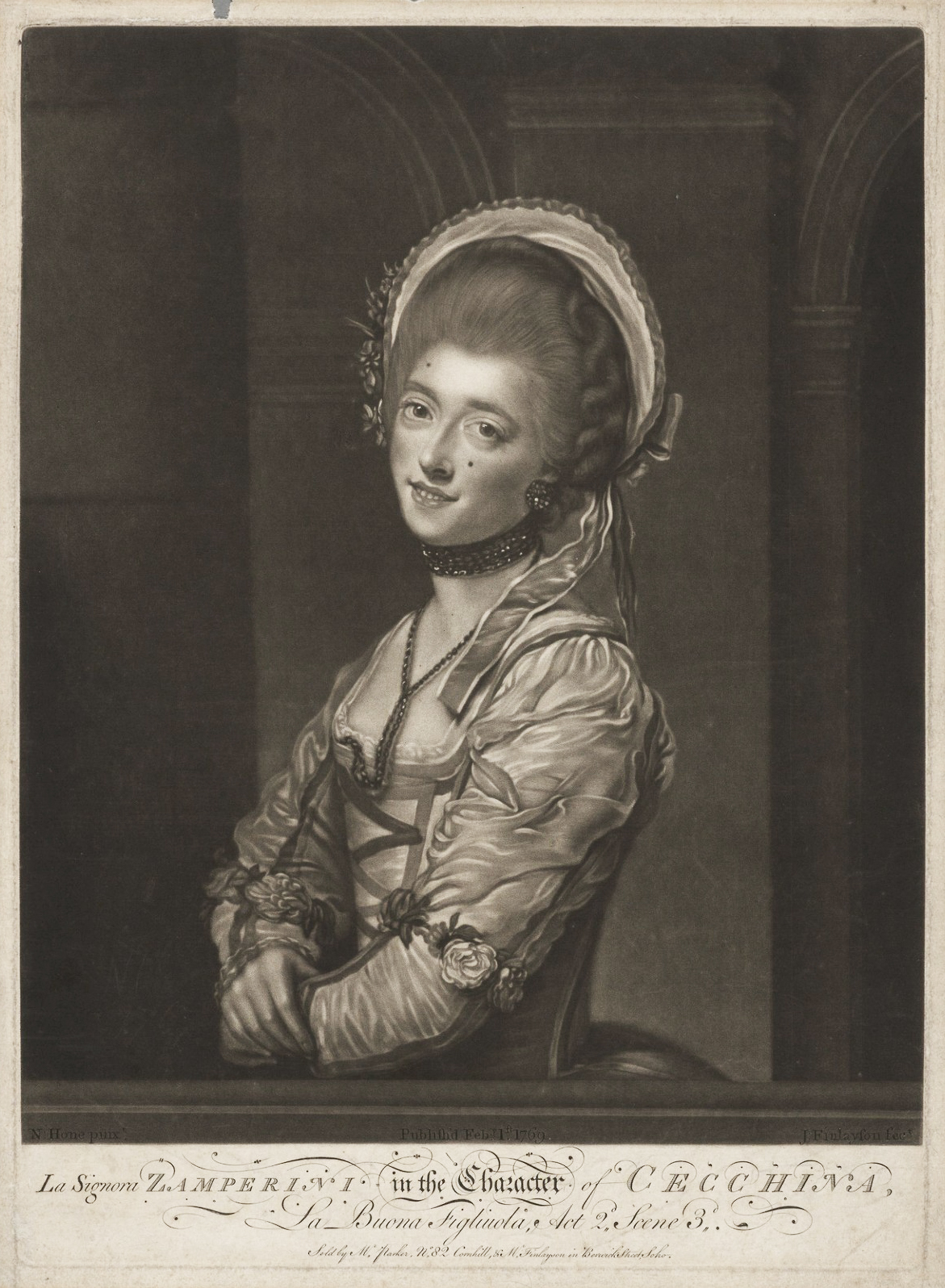
Signora Zamperini, dans « La Buona Figliuola », 1769.

- La Duchesse de Gloucester, d'après Sir Joshua Reynolds[1];
- Lady Charles Spenoer, d'après le même[1];
- Lady Elizabeth Melbourne, d'après le même[1];
- Le Comte de Buchan, d'après le même[1];
- Miss Wynyard, d'après le même[1];
- Lady Broughton, d'après Cotes[1];
- Le Duc de Northumberland, d'après William Hamilton[1];
- Miss Metcalfe, d'après Nathaniel Hone l'ancien[1];
- Signora Zamperini, dans « La Buona Figliuola », d'après le même[1];
- William Drummond, historien écossais, d'après C. Janssens[1];
- Shooter, Beard, and Dunstall, dans « Love in a Village », d'après Zoffany[1].

### Sujets
- Candaules, Roi de Lydie, montrant sa Reine en sortant de la salle de Bain pour son préféré Gygès, d'après son propre dessin[1];
- A. Collier, avec sa Pipe, d'après Jan Baptist Weenix[1].